# Стрелка красивая
Стрелка красивая (лат. Coenagrion scitulum) — вид стрекоз семейства стрелки (Coenagrionidae).

## Замечания по русскому названию
В ряде источников русское название стрелка красивая используется для близкородственного вида Coenagrion pulchellum.

## Описание
Длина 30-33 мм, длина брюшка 20-27 мм, длина заднего крыла 14-20 мм. Брюшко длинное и тонкое. Средняя лопасть переднеспинки тупотреугольной формы. Рисунок на II тергите брюшка имеет вид чаши. У самца на брюшных сегментах сверху преобладает чёрный цвет окраски; только передняя часть сегментов голубого цвета, один из сегментов сверху целиком чёрного цвета. Конец брюшка целиком голубой, за исключением чёрных анальных придатков. У самцов верхние анальные придатки длиннее нижних, на конце загнутые и заостренные. У самок все сегменты брюшка имеют двухцветную окраску — чёрные с зелёным пятном в передней части.

## Ареал
В основном встречается в Западной Европе, северо-западной Африке, западном Каспии и регионах Южного Кавказа. В Центральной Азии существует изолированная популяция. Также обитает в Крыму.
На Украине — это очень редкий вид, который найден в дельте Днепра, в Одесской, Херсонской, Черниговской, Донецкой области.

## Биология
Время лёта: май-июнь. Вид придерживается естественных и искусственных стоячих водоемов и временных водоемов. Личинки развиваются в стоячих или изредка, медленнотекущих водоемах с богатой растительностью, как правило, небольших, мелких и теплых.
Яйца откладываются самками на нижнюю сторону плавающих и погруженных в воду листьев водных растений, помимо этого в ткани мертвых растений и в затонувшие стволы деревьев. При этом, самка под воду обычно не спускается, а только погружает своё брюшко. Самец всегда сопровождает самку при откладывании ею яиц.
Личинка зелёно-желтоватая или жёлто-коричневая, с множеством тёмных точек. Личинка полупрозрачная, благодаря чему становится практически незаметной среди водной растительности. Тело гладкое, длиной 19-21 мм. Личинки держатся на глубине 0,1-0,5 м. Их развитие длится около года.